# 郷原駅
郷原駅（ごうばらえき）は、群馬県吾妻郡東吾妻町大字郷原にある、東日本旅客鉄道（JR東日本）吾妻線の駅である。

## 歴史
- 1946年（昭和21年）4月20日：運輸省の駅として開設[1][2]。建設に伴い行われた発掘調査で、国指定重要文化財のハート形土偶が発見された。
- 1960年（昭和35年）1月1日：貨物取扱廃止[2]。
- 1962年（昭和37年）2月1日：業務委託駅化（吾妻運輸受託）[3]。
- 1971年（昭和46年）2月1日：荷物扱い廃止[4]、無人駅化[5]。
- 1985年（昭和60年）2月：当時の高崎鉄道管理局の余剰人員対策で行われていた貨車解体の一環として、余剰貨車を改装した待合室を設置[6]。
- 1987年（昭和62年）4月1日：国鉄分割民営化に伴い、東日本旅客鉄道（JR東日本）の駅となる[2]。
- 2014年（平成26年）10月1日：東京近郊区間に編入される[7]。

## 駅構造
相対式ホーム2面2線を有する地上駅。両ホームは構内踏切で連絡している。
中之条駅管理の無人駅。

### のりば
| ホーム | 路線    | 方向 | 行先             |
| ------ | ------- | ---- | ---------------- |
| 駅舎側 | ■吾妻線 | 下り | 長野原草津口方面 |
| 反対側 | ■吾妻線 | 上り | 高崎方面         |

（出典：JR東日本:駅構内図）
※案内上の番線案内は設定されていない。

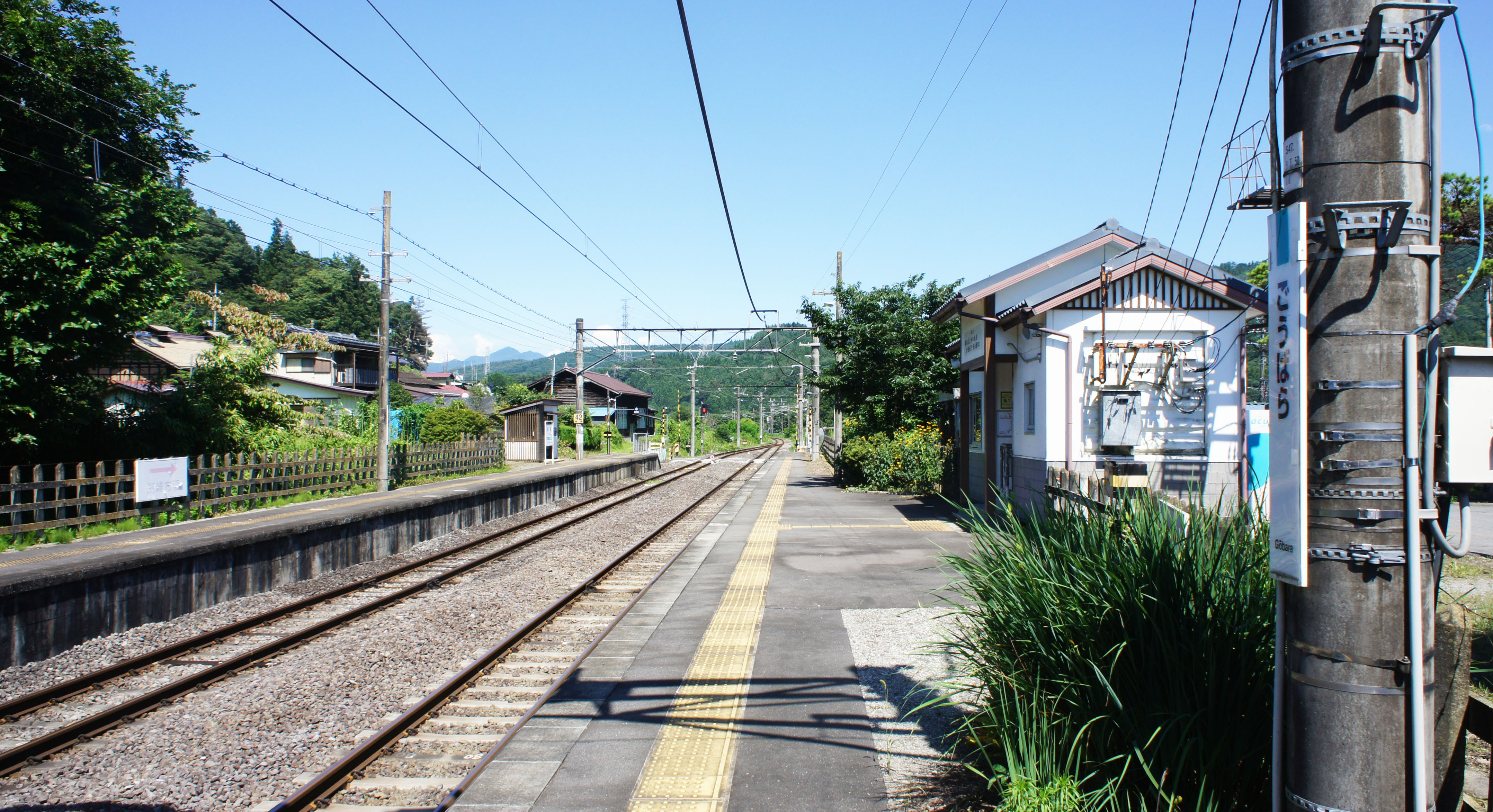
ホーム（2021年7月）
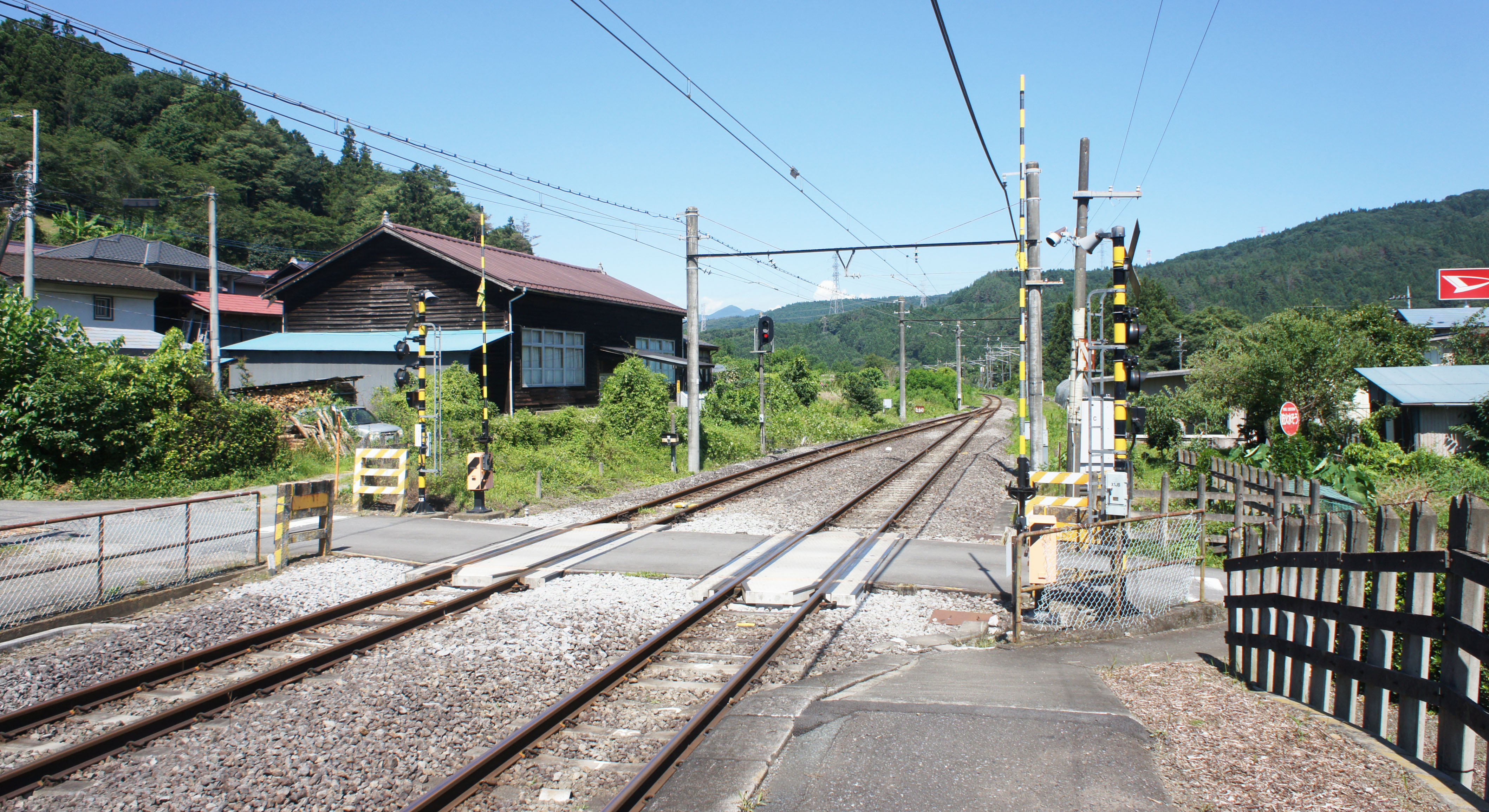
構内踏切（2021年7月）

## 利用状況
群馬県統計年鑑によると、1日平均乗車人員は以下の通り。
| 年度   | 1日平均 乗車人員 |
| ------ | ---------------- |
| 2002年 | 115              |
| 2003年 | 110              |
| 2004年 | 120              |
| 2005年 | 120              |
| 2006年 | 121              |
| 2007年 | 121              |
| 2008年 | 114              |
| 2009年 | 88               |
| 2010年 | 84               |
| 2011年 | 86               |

## 駅周辺
- 厚田簡易郵便局
- 岩櫃城跡
- 岩櫃山[1]
- 郷原城跡：岩櫃城の西の守り[8]
- 潜龍院跡：真田昌幸が主君・武田勝頼を迎えるために建立
- 真田道
- 古民家菅原家
- 榛名神社
- 岩櫃ホタルの郷（舟窪の名水）

## バス路線
「郷原駅」停留所から、関越交通が運行する路線バスが発着する。
- 原町駅（左回り / 右回り）
- 大柏木 ※平日夕運転
- 日赤病院 ※平日朝運転

## 隣の駅
東日本旅客鉄道（JR東日本）
■吾妻線
群馬原町駅 - 郷原駅 - 矢倉駅